# Rimska univerza La Sapienza
Rimska univerza La Sapienza (uradno Sapienza – Università di Roma, pogosto imenovana enostavno Sapienza po formalnem nazivu Università degli studi di Roma »La Sapienza«), je avtonomna državna univerza v Rimu v Italiji. Je največja evropska univerza po vpisu (tretja, če upoštevamo tudi učenje na daljavo) ter najstarejša med tremi rimskimi državnimi univerzami. Ustanovljena je bila leta 1303. V italijanskem jeziku sapienza pomeni »znanje«. Ob dokončni združitvi Italije leta 1870 je bila univerza »laizirana« oz. podržavljena, torej je tudi po naslovu prenehala biti »papeška« oz. cerkvena.  

## Zgodovina
Rimska univerza La Sapienza je bila ustanovljena leta 1303 s papeško bulo In supremae praeminentia dignitatis, ki jo je izdal 20. aprila 1303 papež Bonifacij VIII. Njegov namen je bil ustanoviti Študij za cerkvene študije bolj pod kontrolo Svetega sedeža, kot je bil ta na univerzah v Bologni in Padovi ter jo s tem napravil za prvo papeško univerzo.
Leta 1431 je papež Evgen IV. s papeško bulo In supremae popolnoma reorganiziral študij in profesorjem ter študentom podelil široke privilegije. Določil je, da morajo imeti univerze študij vsaj na štirih področjih: prava, medicine, filozofije in teologije. Uvedel je celo nov davek na vino, da bi s tem zbral sredstva za univerzo. S temi sredstvi je bila kupljena palača, ki je kasneje gostila cerkev Svet'Ivo alla Sapienza.
Blišč univerze je ugasnil leta 1527, ko je bila celo zaprta. Papež Pavel III. je delovanje univerze leta 1534 obnovil.
Leta 1650 je univerza postala znana kot La Sapienza, v pomenu znanje, in ta naziv je potem zadržala. Leta 1703 je papež Klemen XI. s svojimi privatnimi sredstvi kupil zemljo na t. i. Janiculumu, kjer je uredil botanični vrt, ki je kmalu zaslovel po vsej Evropi z deli bratov Trionfetti.
Po letu 1870, ko je bilo dotedanje ozemlje papeške države (Rim oz. Lacij) priključeno združeni Italiji, je tudi La Sapienza prenehala biti papeška univerza in je postala (državna) Univerza glavnega mesta Italije. Leta 1935 je bila končana izgradnja novega univerzitetnega mesta (»Città Universitaria«), ki ga je načrtoval Marcello Piacentini in katerega glavnina pokriva 439.000 m² blizu železniške postajeTermini. 